# Liberty Ellman
Liberty Ellman (* 1971 in London, Großbritannien) ist ein US-amerikanischer Jazzgitarrist.

## Leben und Wirken
Ellman verbrachte seine Kindheit bis zum elften Lebensjahr in New York, dann lebte er in San Francisco, wo er die Highschool besuchte. Er studierte Musik an der California State University in Sonoma und arbeitete mit Brad Hargreaves, dem späteren Schlagzeuger seiner Band sowie Musikern wie D'Armous Boone, Vijay Iyer (In What Language?, 2003) und Rudresh Mahanthappa. Daneben trat er mit den Hip-Hop-Gruppen The Coup und Midnight Voices, der Rhythm-and-Blues-Gruppe Anibade und der Koto-Spielerin Miya Masaoka auf und komponierte für die San Francisco Mime Troupe, eine politische Theatergruppe.
1997 gründete Ellman das Label Red Giant Records, wo sein Debütalbum Orthodoxy erschien. 1998 kehrte er nach New York zurück, wo er mit einem eigenen Trio (mit Stephan Crump und Derrek Phillips) ebenso arbeitete wie als Sideman von Greg Osby, Henry Threadgill, Steven Bernstein, Butch Morris, Josh Roseman (Treats for the Nightwalker, 2003) und Adam Rudolph (Resonant Bodies, 2021). Außerdem wurde er Mitglied von Threadgills Band ZOOID.

## Diskographische Hinweise
- Orthodoxy (Noir, 1997) mit Eric Crystal, Vijay Iyer, DJ Pause, K. Ellington Mingus, Hillel Familant, Rahsaan Fredericks, Babou Sagna, E.W. Wainwright, Brad Hargreaves
- Tactiles (Pi Recordings, 2002) mit Mark Shim, Greg Osby, Stephan Crump, Eric Harland
- Ophiuchus Butterfly (2006) mit Steve Lehman, Mark Shim, Jose Davila, Stephan Crump, Gerald Cleaver
- Jason Robinson, J. D. Parran, Marty Ehrlich, Marcus Rojas, Bill Lowe, Liberty Ellman, Drew Gress, George Schuller, Ches Smith Tiresian Symmetry (Cuneiform Records, 2012)
- Radiate (Pi Recordings, 2015), mit Jonathan Finlayson, José Davila, Steve Lehman, Stephan Crump, Damion Reid
- Last Desert (Pi, 2020) dto
- Ches Smith: Clone Row (2025)